# Gary Turner
Gary Turner (2 settembre 1970) è un kickboxer, lottatore e artista marziale misto inglese.
Ha combattuto nel campionato Cage Rage. Turner è stato campione britannico nel 2003 e nel 2004 nella categoria K-1. Come artista marziale, ricopre attualmente un record di 4-2-1 con vittorie importanti su Tank Abbott e l'ex campione britannico dei pesi massimi di boxe, Julius Francis.

## Carriera come lottatore
Turner debuttò nelle Arti Marziali Miste nel 1999, con una vittoria su Joe Akano. Dopo un altro combattimento, sette mesi più tardi, Turner non combatté più in incontri di arti marziali miste fino al 2007, in cui si unì al campionato Cage Rage. Il 21 aprile, debuttò nella Cage Rage contro Tank Abbott, proveniente dall'UFC, sconfiggendolo dopo minuti e mezzo. Dopo quella vittoria, Turner continuò il suo percorso in campionato battendo il brasiliano Edson Drago e l'ex campione dei pesi massimi Julius Francis. A queste affermazioni seguì però la sconfitta per sottomissione contro Mostapha Al-Turk, avvenuta nel marzo del 2008. Questo incontro fu anche l'ultimo per Turner all'interno del Cage Rage, che chiuse le attività alla fine dell'anno. L'ultimo match MMA di Turner risale all'aprile del 2009, quando fu sconfitto da Valdas Pocevicius a Ragusa di Dalmazia.

### Risultati nelle arti marziali miste
| Risultato | Record | Avversario         | Metodo                        | Evento                      | Data              | Round | Tempo | Città                        | Note                 |
| --------- | ------ | ------------------ | ----------------------------- | --------------------------- | ----------------- | ----- | ----- | ---------------------------- | -------------------- |
| Sconfitta | 4–2-1  | Valdas Pocevičius  | Decisione (non unanime)       | Noc Gladiatora 4            | 25 aprile 2009    | 3     | 5:00  | Ragusa, Croazia              |                      |
| Sconfitta | 4–1-1  | Mostapha al-Turk   | Sottomissione (pugni)         | Cage Rage 25: Bring it On   | 8 marzo 2008      | 1     | 3:19  | Londra, Regno Unito          |                      |
| Vittoria  | 4–0-1  | Julius Francis     | Sottomissione (pugni)         | Cage Rage 23: Unbelievable  | 22 settembre 2007 | 2     | 2:17  | Londra, Regno Unito          |                      |
| Vittoria  | 3–0-1  | Edson Claas Vieira | KO Tecnico (stop dall'angolo) | Cage Rage 22: Hard as Hell  | 14 luglio 2007    | 2     | 5:00  | Londra, Regno Unito          |                      |
| Vittoria  | 2–0-1  | Tank Abbott        | KO Tecnico (pugni)            | Cage Rage 21: Judgement Day | 21 aprile 2007    | 1     | 2:31  | Londra, Regno Unito          | Debutto in Cage Rage |
| Parità    | 1–0-1  | Lee MacGuinness    | Parità                        | Total Fight KRG 5           | 3 ottobre 1999    | 2     | 5:00  | Buckinghamshire, Regno Unito |                      |
| Vittoria  | 1–0    | Joe Akano          | KO                            | Night Of The Samurai 3      | 7 marzo 1999      | 2     | -     | Milton Keynes, Regno Unito   |                      |

## Palmarès
- Scandinavia Grand Prix 2005: secondo classificato
- Battle of Britain 2004: campione
- Battle of Britain 2003: campione